# Rapeman
Rapeman est un groupe de noise rock américain. Il est formé en 1987 à Chicago, et dissous en 1989. Pendant son existence, le groupe compte Steve Albini (ancien membre de Big Black), David Wm. Sims (ancien membre de Scratch Acid) à la basse, et Rey Washam (ancien membre de Scratch Acid et Big Boys) à la batterie.

## Biographie
Le nom de Rapeman (« violeur ») provient d'un manga qui contenait de nombreuses scènes de viols de femmes dessinées en détail. Albini était fasciné par l'acceptation de ce genre de scènes dans la culture populaire japonaise. Le style musical du groupe est défini comme post-hardcore.
Tous les disques sont parus chez Touch and Go Records aux États-Unis, Blast First! au Royaume-Uni et AuGoGo en Australie sauf mention contraire. Rapeman quitte Blast First! en 1990 après qu'Albini eut une dispute avec le label à propos de la parution d'un disque de Big Black. Touch and Go Records commence à distribuer au Royaume-Uni en 1992 et republie les disques de Rapeman. Leur premier et unique album studio, Two Nuns and a Pack Mule, est publié en 1988, et atteint la seconde place de l'UK Independent Chart.
Les représentations de Rapeman sont souvent la cible de protestataires qui considéraient que le groupe ironisait ou même encourageait au viol et à la violence contre les femmes. Albini a décrié ces critiques en les qualifiant de stupides, et arguant du fait que l'idéologie punk rock allait souvent dans le sens du féminisme. Le style du jeu est quelquefois une réminiscence du plus traditionnel noise punk (comme sur Up Beat), d'autres fois comme un art rock singulier ; le son de Rapeman donne sa marque de reconnaissance au style de guitare d'Albini.
Le groupe se sépare en 1989 pour des raisons personnelles, et non, comme selon certaines rumeurs l'affirmaient, à la suite d'une dispute à propos de leur nom[réf. nécessaire]. Albini lance sa carrière de producteur et joua de la basse avec Flour avant de former Shellac. Sims se réunit avec l'ancien chanteur de Scratch Acid David Yow pour former The Jesus Lizard.

## Singles
- 1988 : Hated Chinee b/w Marmoset (7")
- Inki's Butt Crack b/w Song Number One (Sub Pop Singles Club 7")